# مائو آبه
مائو آبه (انگلیسی: Mao Abe؛ زادهٔ ۲۴ ژانویهٔ ۱۹۹۰) موسیقی‌دان اهل ژاپن است. وی از سال ۲۰۰۸ میلادی تاکنون مشغول فعالیت بوده‌است.